# Кенцон-Мімішкоа
Кенцон-Мімішкоа (Centzon Mimixcoa) — брати-божества північних зірок в ацтекській міфології. Ім'я перекладається як «Чотириста змій-стрілок» (інший варіант перекладу «Чотириста храмів-змій»).

## Опис
Зображувалися молодими чоловіками. Також їх знаками були хвилясті змії.

## Міфи
Були дітьмами богині Коатлікуе, їх батьком був Тлалок (за іншим міфом — Тонакатекутлі). Мешкали, за уявленнями ацтеків, на другом небі (Тетлалілок). Тонакатекутлі зобив одними з володарів неба.
Відповідно до міфів, щоб взамувати Кенцон-Мімшкоа боги породили Куаутлікоуау (символ деревина), Мішкоатль (земля), Тлотепетль (пагорб), Апантеуктлі (вода). Відповідно до іншого міфу останні були породженням Кенцон Мімшкоа та богині Місяця Койольшаукі.
За ще одним — їх полонила і зжерла богиня Іцпапалотль. Мішкоатль закликав духів убитих 400 братів-божеств і разом з ними переміг Іцпапалотль, потім спалив її тіло. Ще один міф по іншому розповідає про відносини з Іцпапалотль:, одного разу двоє з Кенцон Мімішкоа, а саме Шіунель («Істинна бірюза») і Міміч («Риба-стріла»), відправилися на полювання, коли перед ними з неба спустилася пара двоголових оленів. Олені перетворилися на жінок, і одна з них переконала Шіунеля випити її крові. Випивши кров, Шіунель вступнив з нею у статевий контакт, а після з'їв. Тоді інша (Іцпапалотль) спробувала переконати Міміча поїсти, але той розвів багаття і кинувся в нього. Іцпапалотль послідувала було за ним, але з неба впав кактус і перегородив їй шлях.